# Nikola Sarcevic
Nikola Sarcevic, född 9 juli 1974 i Örebro, är en svensk musiker, känd som sångare, basist och huvudsaklig låtskrivare i skatepunkbandet Millencolin. Han har även en pågående karriär som soloartist.
Han driver dessutom bryggeriet Duckpond Brewing.
Sarcevic, som är av serbisk härkomst, har skrivit många av Millencolins låtar och några tillsammans med Mathias Färm. 2004 gav Sarcevic ut ett soloalbum, Lock-Sport-Krock på skivbolaget Burning Heart Records. Första och enda singeln från albumet heter Lovetrap. Soloalbumets stil skiljer sig från Millencolins låtar och är bland annat influerad av countrymusik.
På singeln Lovetrap fanns även låten Just Me. Singeln släpptes bara i Sverige, men på den japanska versionen av Lock-Sport-Krock fanns Just Me med sist på skivan.
Sarcevic andra soloalbum heter Roll Roll and Flee. Han beskriver det själv som mera aggressivt än det första. Första singeln från skivan är Soul for Sale. Den 2 oktober 2006 kom videon till Soul for Sale, i vilken Sarcevic sitter vid ett par trummor genom hela videon.
Sarcevic tredje soloalbum heter Nikola & Fattiglapparna. Skivan innehåller enbart låtar på svenska och är släppt av Stalemate Music.
2013 släppte han sitt fjärde soloalbum, Freedom to Roam, den här gången med bara engelska låtar igen.

## Diskografi
- 2004 – Lock-Sport-Krock
- 2006 – Roll Roll and Flee
- 2010 – Nikola & Fattiglapparna
- 2013 – Freedom to Roam